# Vernířovice
Vernířovice (německy Wermsdorf, dříve Šumperská Teplice) jsou obec v okrese Šumperk v Olomouckém kraji. Žije zde 199 obyvatel.

## Geografie

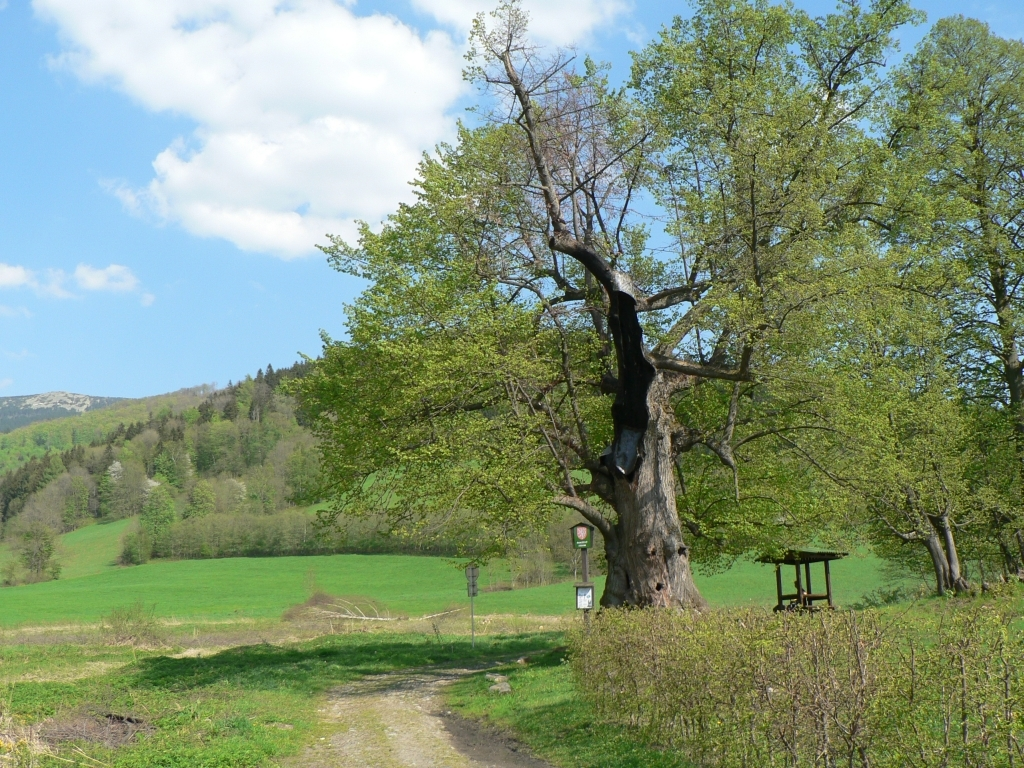
Památná lípa u Ztraceného potoka

Obec se nachází v Chráněné krajinné oblasti Jeseníky v údolí horské říčky Merty, z obou stran obklopená horskými masívy vrcholové části Hrubého Jeseníku. V bezprostřední blízkosti obce je přírodní památka Zadní Hutisko. Je to druhé největší krupníkové těleso v ČR s přírodní rezervací Bučina – pralesní porost buku a unikátní lokalita mravenců pod Jelení studánkou.
Vernířovice jsou přitažlivé nejen pro turistiku a rekreační sporty, ale i pro milovníky starých důlních děl a minerálů. Oblíbená je značená trasa přes Kosaře na Jelení hřbet a Čertovu stěnu s vyhlídkovou skálou. V okolí jsou zbytky štol a jam po kutání rudy. Samota Švagrov přitahuje okolními stopami po těžební činnosti a romantickou krajinou. Obec je významným výchozím místem k podnikání různých výletů do Chráněné krajinné oblasti Jeseníky. Kostru tvoří horské skupiny Keprníku, Pradědu, Orlíku a Mravenečníku.

## Název
V nejstarším písemném dokladu z roku 1558 je vesnice jmenována česky jako Teplice, německy jako Wermsdorf (v podobě Wermszdorff). Německé jméno vzniklo zkrácením staršího (písemně nedoloženého) Wernersdorf - "Wernerova ves". Z Verníř, staré české podoby německého jména Werner, vznikla v 19. století podoba Vernířovice. České jméno Teplice (též Šumperské Teplice) je odrazem existence léčivých pramenů v místě a příležitostně se používalo do 19. století.

## Historie

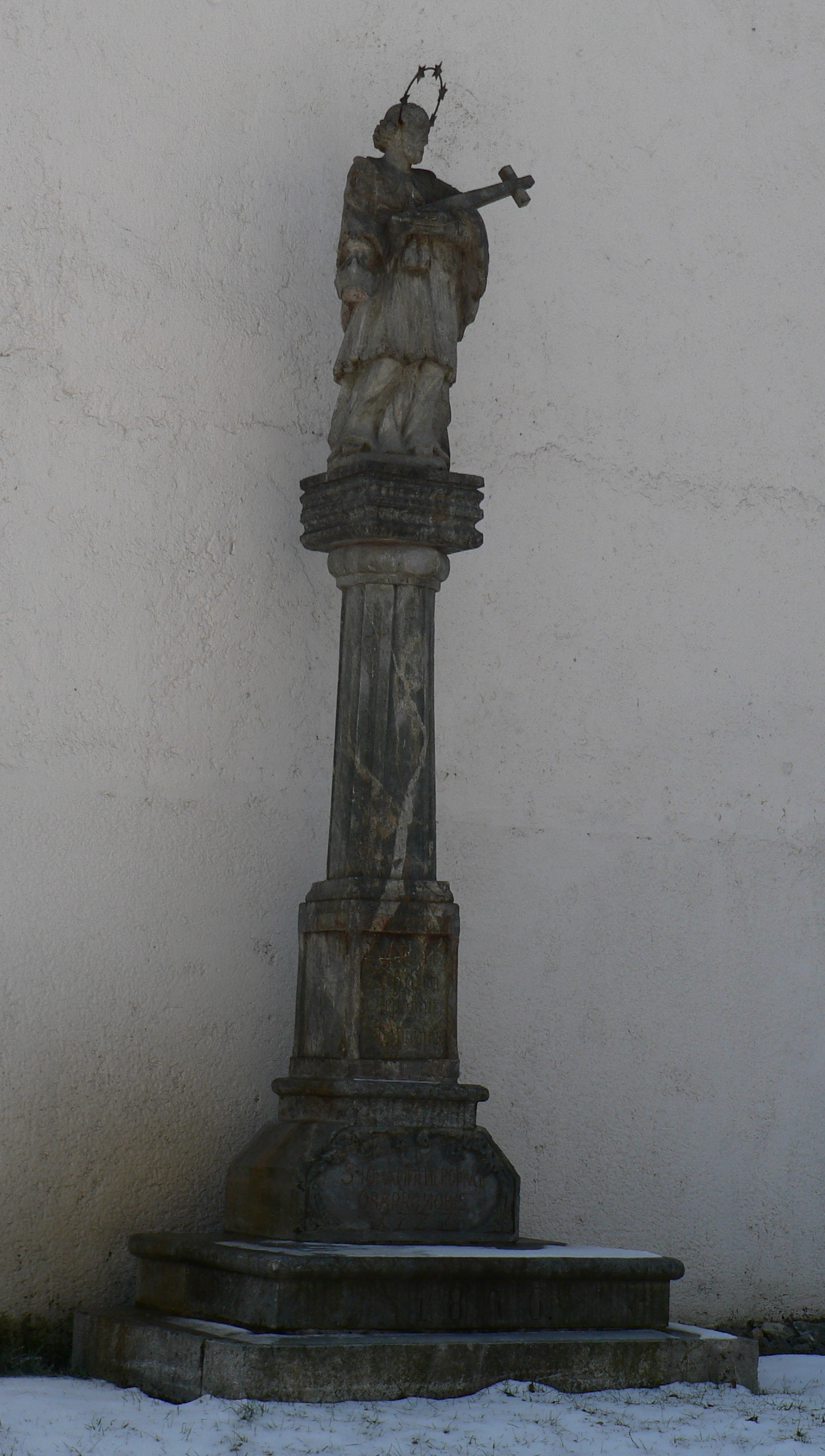
Socha sv. Jana Nepomuckého u kostela

První písemná zmínka o obci pochází z roku 1558. Tato hornická osada spolu s dalšími obcemi po dlouhých 400 let zásobovala železné hutě v Sobotíně kvalitními magnetitovými rudami. Tato ruda a z ní vyrobené železářské výrobky proslavily tuto oblast po celém světě.
Z Vernířovic pocházela žebračka Marina Schuchová, která tím, že v sobotínském kostele vyjmula při přijímání hostii z úst, dala bezprostřední podnět k zahájení neblahých čarodějnických procesů na losinském a loučenském panství.

## Obyvatelstvo
| Rok            | 1869  | 1880  | 1890  | 1900  | 1910  | 1921 | 1930 | 1950 | 1961 | 1970 | 1980 | 1991 | 2001 | 2011 | 2021 |
| -------------- | ----- | ----- | ----- | ----- | ----- | ---- | ---- | ---- | ---- | ---- | ---- | ---- | ---- | ---- | ---- |
| Počet obyvatel | 1 381 | 1 389 | 1 324 | 1 206 | 1 141 | 975  | 964  | 314  | 424  | 370  | 249  | 182  | 179  | 193  | 200  |
| Počet domů     | 198   | 196   | 224   | 230   | 211   | 208  | 208  | 179  | 85   | 82   | 63   | 90   | 87   | 97   | 103  |

## Obecní správa
Mezi lety 1869–1975 Vernířovice byly obcí v okrese Šumperk. Od 1. července 1975 do 31. prosince 1993 patřily jako část obce k Sobotínu a od 1. ledna 1994 jsou opět samostatnou obcí.

### Obecní symboly
Znak a vlajka byly obci uděleny rozhodnutím předsedy Poslanecké sněmovny Parlamentu České republiky dne 27. dubna 1999.

## Pamětihodnosti
- Kostel sv. Matouše
- Socha svatého Jana Nepomuckého (jediná památka chráněná zákonem)
- Boží muka
- Památník čarodějnických procesů

## Přírodní zajímavosti
- Lesní ekostezka Švagrov
- Přírodní památka Zadní Hutisko
- Přírodní rezervace Bučina
- Památná lípa u Ztraceného potoka – odhadované stáří 400–500 let, obvod kmene 843 cm[10]